# C18H29NO4
化学式C18H29NO4（摩尔质量：323.43 g/mol）可以指：
- 布非洛尔，CAS号：53684-49-4
- 环丙洛尔，CAS号：63659-12-1

|  | 这个同类索引页列出了具有相同分子式的化学物（即同分異構體）条目。 除非您是有意链接至本页，否则应将相应条目的内部链接指向正确的条目。 |